# Pałac w Hermanowiczach
Pałac Szyrynów w Hermanowiczach – pałac znajdujący się w Hermanowiczach na Białorusi, wybudowany przez Justyna Szyryna. Fundatorem i pierwszym budowniczym był prawdopodobnie jego ojciec Ignacy Szyryn. Pałac wchodzi w skład zespołu pałacowo-parkowego.

## Opis
Pałac został wybudowany lub tylko wykończony przez Justyna Szyryna (zm. 1852 r.). Budowę zaczął prawdopodobnie jego ojciec Ignacy Szyryn (zm. 1796 r.). Był murowany z cegły, jedenastoosiowy, dwukondygnacyjny, założony na rzucie prostokąta, miał cechy zwartej budowli klasycystycznej. W jego ściśle symetrycznej elewacji frontowej na osiach skrajnych występowały dwa płytkie ryzality zwieńczone gładkimi trójkątnymi frontonami. Całą dolną kondygnację budynku z prostokątnymi oknami, umieszczonymi w półkoliście zamkniętych płycinach, ograniczoną ramami ryzalitów, pokrywały bonie. W przestrzeniach międzyokiennych kondygnacji górnej umieścił architekt osiem przyściennych kolumn doryckich. Trzy środkowe osie zaakcentowane zostały ponadto niewielką ścianką attykową. W kondygnacji dolnej szerokie ryzality boczne zdobiły na osiach identyczne niewielkie portyki, również przyścienne o dwóch kolumienkach przyściennych, zwieńczonych gładkim belkowaniem i trójkątnymi szczytami. Poprzedzały je schody o kilku stopniach, ujęte po bokach murkami. Kondygnacja górna obu ryzalitów przebita była trzema oknami, dwudzielnym środkowym i dwoma wąskimi, pojedynczymi po bokach, spiętymi w jedną całość półokrągłym naczółkiem. Akcenty poziome elewacji frontowej i pozostałych tworzyły dwa gzymsy: wydatny profilowany międzykondygnacyjny oraz wieńczący. Centralnie umieszczonego wejścia od frontu pałac nie miał w ogóle.
Znacznie prościej zaprojektowana została elewacja ogrodowa, także boniowana w części dolnej, gładka w kondygnacji górnej. Ryzality boczne o wyglądzie identycznym na parterze i na piętrze, ledwie zostały tu zaznaczone. Podobnie słabo wyodrębnioną część środkową zaakcentowano jedynie poziomymi gzymsami nadokiennymi na piętrze oraz gładkim trójkątnym frontonem. Na osi mieściły się niegdyś wiodące do ogrodu drzwi, w czasach późniejszych zostały zamurowane. Trójosiowe elewacje boczne pałacu wyglądały podobnie jak elewacja ogrodowa. Pałac nakrywał dawniej wysoki, później znacznie obniżony gładki dach czterospadowy.
Wnętrze pałacu, może nie całkowicie wykończone, nie miało ostatnio zasługującego na uwagę wystroju. Oprócz pokoi mieszkalnych, rozmieszczonych głównie na parterze, mieściło na piętrze dwie sale reprezentacyjne, dawny wielki salon i salę jadalną. W okresie międzywojennym nie było też już w Hermanowiczach ani stylowego urządzenia, ani zbiorów czy pamiątek rodzinnych, gdyż wszystko co Szyrynowie w ciągu paru pokoleń zdołali zgromadzić, zrabowane zostało w latach 1914— 1920. 
W 1927 r. Skarb Państwa nabył za ponad 35 tysięcy złotych hermanowicki pałac na potrzeby szkoły.
Po II wojnie światowej pałac poddany został daleko idącym przeróbkom wewnętrznym z przystosowaniem do potrzeb ulokowanej tam szkoły. 

## Muzeum
W 1990 roku utworzono Hermanowickie Muzeum Kultury i Życia (Muzeum Sztuki i Etnografii im. Józefa Drozdowicza w Hermanowiczach). Utworzyli je nauczyciele szkoły średniej w Hermanowiczach, od 1992 roku jest muzeum państwowym. Muzeum zajmuje 4 sale pałacowe, posiada ponad 400 eksponatów, w tym 28 dzieł Józefa Drozdowicza.

## Park
Stosunkowo nieduży park otaczający pałac usytuowany był między rzeką Dzisną a biegnącą równolegle do niej drogą dojazdową. Mniejszą część ogrodu, ciągnącą się od drogi do pałacu, zajmował obszerny otwarty gazon. W środku tylnej części parku, schodzącego w dół do brzegu rzeki, przed 1939 r. rósł młody sad, który ze wszystkich stron zamykały wysokie stare drzewa. Pierwotnie w miejscu sadu znajdował się zapewne drugi otwarty gazon, dający widok na nadbrzeżne łąki. 

## Galeria

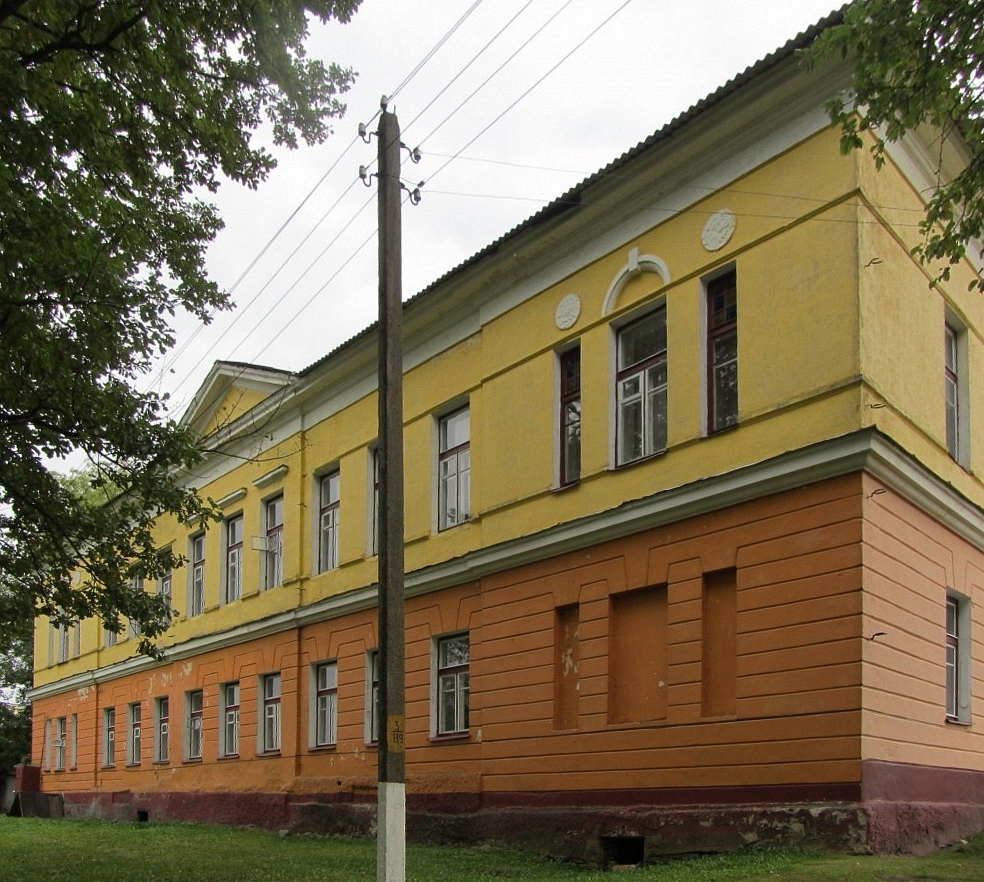
Fasada północna pałacu, ogrodowa
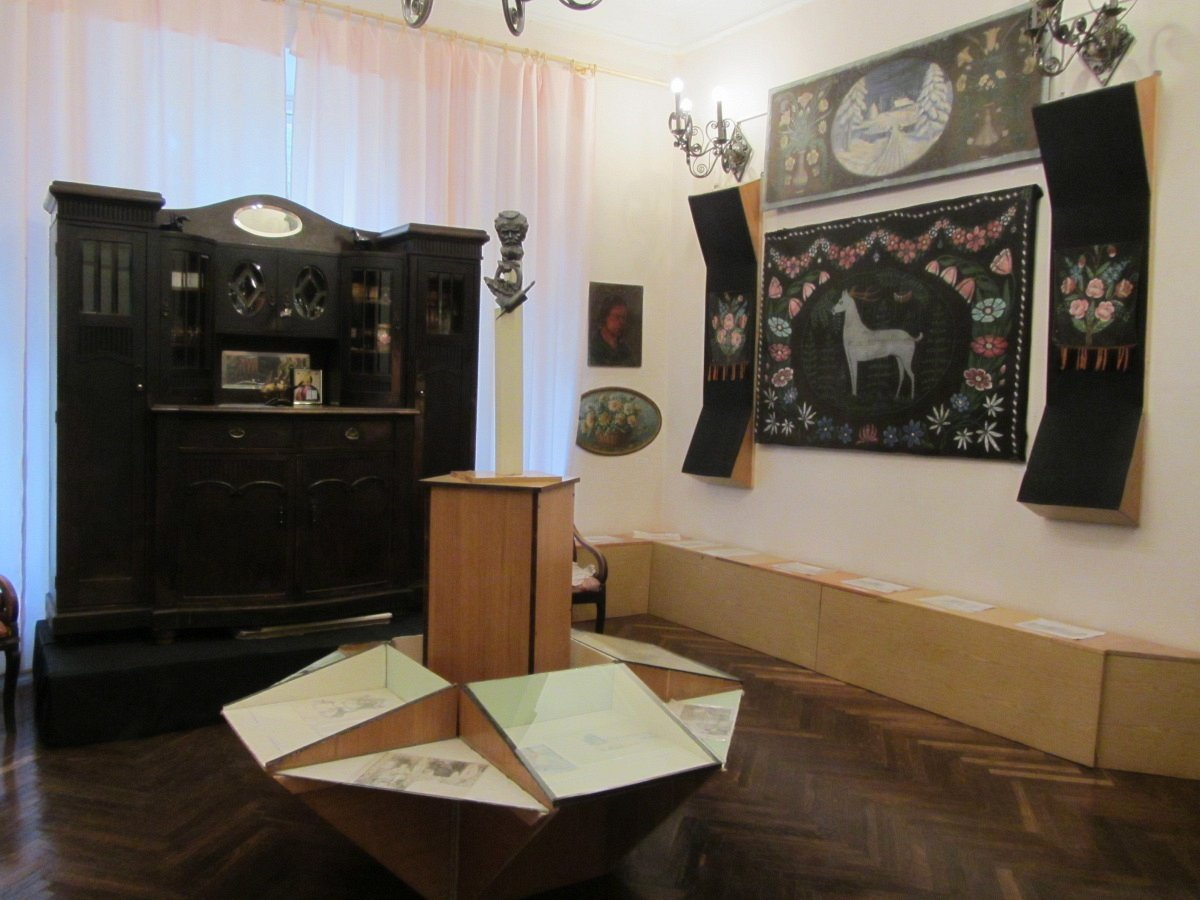
Sala muzealna